# Humerana oatesii
Espèce
Synonymes
- Rana oatesii Boulenger, 1892

Statut de conservation UICN

 DD  : Données insuffisantes
Humerana oatesii est une espèce d'amphibiens de la famille des Ranidae.

## Répartition
Cette espèce est endémique de Birmanie,.

## Étymologie
Cette espèce est nommée en l'honneur d'Eugene William Oates qui a fourni les premiers spécimens.

## Publication originale
- Boulenger, 1892 : Description of a new frog from Burma. Annals and Magazine of Natural History, sér. 6, vol. 9, p. 141-142 (texte intégral).